# Llagunas
Llagunas es una entidad de población española del municipio de Laspaúles, perteneciente a la provincia de Huesca, en la comunidad autónoma de Aragón.

## Toponimia
El lugar puede aparecer referido como «Llagunas» y «Las Lagunas».

## Historia
Hacia mediados del siglo XIX, el lugar, por entonces con ayuntamiento propio, tenía contabilizada una población de veintitrés habitantes. Aparece descrito en el décimo volumen del Diccionario geográfico-estadístico-histórico de España y sus posesiones de Ultramar de Pascual Madoz con las siguientes palabras:

LAGUNAS (las): l. con ayunt. en la prov. de Huesca, part. jud. de Benabarre, aud. terr. de Aragon, y c. g. de Zaragoza: está sit. al pie del monte denominado Coll de Espina; su clima es sano y muy frio á causa de los vientos del N ; se compone de 4 miserables casas y una igl. aneja de la parr. de Seniu; su térm. confina por el N. con Espes y Las Paules; E. Castaner; S. Cires, y O. Seniu: entre las casas del último punto y las de este lugar, corre el r. Valira procedente de la montaña de Castanesa, á incorporarse con el Noguera Ribagorzana. El terreno es muy desigual, montuoso y áspero: los caminos se reducen á sendas en muy mal estado, y las prod. son trigo, mistura, pocas legumbres y frutas; hay cria de ganado vacuno y lanar, caza de liebres y perdices, y pesca de truchas. pobl.: 5 vec., 23 alm. contr.: 1,273 rs. vellon.
(Madoz, 1847, p. 38)

El municipio de Llagunas desapareció de cara al censo de 1857, al incorporarse al de Neril. En la actualidad, pertenece al de Laspaúles. En 2023, la entidad singular de población tenía empadronados siete habitantes.